# Allumiere
Allumiere település Olaszországban, Lazio régióban, Róma megyében. Lakosainak száma 3754 fő (2023. január 1.). Allumiere Civitavecchia, Tarquinia, Tolfa és Santa Marinella községekkel határos.

## Népesség
A település népességének változása:
| Lakosok száma | 4052 | 4059 | 3754 |
|               | 2017 | 2018 | 2023 |